# Viola notabilis
Viola notabilis är en violväxtart som beskrevs av E. P. Bickn.. Viola notabilis ingår i släktet violer, och familjen violväxter. Inga underarter finns listade i Catalogue of Life.